# Ostanówka
Ostanówka (biał. Астаноўка; ros. Остановка) – wieś na Białorusi, w obwodzie witebskim, w rejonie szarkowszczyńskim, w sielsowiecie Bildziugi.

## Historia
W czasach zaborów wieś w powiecie dzisieńskim, w guberni wileńskiej Imperium Rosyjskiego.
W latach 1921–1945 wieś leżała w Polsce, w województwie wileńskim, w powiecie dziśnieńskim (od 1926 w powiecie brasławskim), w gminie Jody, następnie w gminie Nowy Pohost.
Według Powszechnego Spisu Ludności z 1921 roku zamieszkiwało tu 180 osób, wszystkie były wyznania staroobrzędowego i zadeklarowały białoruską przynależność narodową. Było tu 26 budynków mieszkalnych. W 1931 były dwie miejscowości. W kolonii Ostanówka w 14 domach zamieszkiwało 84 osoby a we wsi w 11 domach zamieszkiwało 69 osób.
Wierni należeli do parafii rzymskokatolickiej i prawosławnej w Nowym Pohoście. Miejscowość podlegała pod Sąd Grodzki w Druii i Okręgowy w Wilnie; właściwy urząd pocztowy mieścił się w Nowym Pohoście.
W wyniku napaści ZSRR na Polskę we wrześniu 1939 miejscowość znalazła się pod okupacją sowiecką. 2 listopada została włączona do Białoruskiej SRR. Od czerwca 1941 roku pod okupacją niemiecką. W 1944 miejscowość została ponownie zajęta przez wojska sowieckie i włączona do Białoruskiej SRR.
Od 1991 w składzie niepodległej Białorusi.